# Кенигштајн (Горњи Палатинат)
Кенигштајн (њем. Königstein) град је у њемачкој савезној држави Баварска. Једно је од 27 општинских средишта округа Амберг-Зулцбах. Према процјени из 2010. у граду је живјело 1.798 становника. Посједује регионалну шифру (AGS) 9371135.

## Географски и демографски подаци
Кенигштајн се налази у савезној држави Баварска у округу Амберг-Зулцбах. Град се налази на надморској висини од 490 метара. Површина општине износи 35,1 km². У самом граду је, према процјени из 2010. године, живјело 1.798 становника. Просјечна густина становништва износи 51 становника/km².